# El Guettar
El Guettar (em árabe: القطارة) é uma comuna localizada na província de Relizane, Argélia. De acordo com o censo de 2008, a população total da cidade era de 15 422 habitantes.